# Dylym
Dylym (in russo Дылым?; in lingua avara: Дилим) è un villaggio della Russia situato nel Daghestan. Appartiene al rajon Kazbekovskij di cui è il centro amministrativo.
Il villaggio si trova 108 km a ovest della città di Machačkala.